# Morti il 15 agosto
| Questa pagina contiene informazioni ricavate automaticamente dalle voci biografiche con l'ausilio del template Bio e di un bot. L'aggiornamento è periodico e automatico e ricostruisce completamente la pagina. Se manca una persona in questa lista, sei pregato di non aggiungerla, ma accertati piuttosto che la sua voce biografica contenga il template Bio e che i dati anagrafici siano correttamente compilati. Se il template Bio manca, inseriscilo tu stesso o, in alternativa, metti l'avviso {{tmp\|Bio}} che ne segnala la mancanza. Se i dati riportati sono sbagliati, correggi direttamente la voce biografica; le modifiche saranno visibili in questa lista entro pochi giorni. Per chiarimenti vedi il progetto biografie. La lista contiene solo le 516 persone che sono citate nell'enciclopedia e per le quali è stato implementato correttamente il template Bio. Pagina aggiornata al 17 ago 2025. |

## V secolo(1)
- 423 - Onorio, imperatore romano (n. 384)

## VI secolo(1)
- 570 - Fraimbault de Lassay, religioso franco

## VIII secolo(2)
- 723 - Ō no Yasumaro, scrittore, storico e nobile giapponese (n. 660)
- 778 - Orlando, nobile franco (n. 736)

## IX secolo(1)
- 874 - Alfredo di Hildesheim, monaco cristiano e vescovo tedesco

## X secolo(1)
- 921 - Garimperto, arcivescovo italiano

## XI secolo(5)
- 1009 - Arduino di Rimini, presbitero italiano
- 1038 - Stefano I d'Ungheria, re
- 1057 - Macbeth di Scozia, nobile e militare scozzese (n. 1005)
- 1064 - Ibn Hazm, giurista e letterato arabo (n. 994)
- 1066 - Abu Ya'la, teologo e giurista arabo (n. 990)

## XII secolo(5)
- 1118 - Alessio I Comneno, imperatore bizantino (n. 1057)
- 1150 - Guido da Vico, cardinale italiano
- 1175 - Villano Villani, cardinale e arcivescovo cattolico italiano
- 1182 - Albero III di Kuenring, nobile austriaco
- 1196 - Corrado II di Svevia, nobile tedesco (n. 1172)

## XIII secolo(7)
- 1224 - Maria di Francia, francese (n. 1198)
- 1231 - Jalal al-Din Mankubirni, sovrano turkmeno (n. 1199)
- 1257 - Giacinto Odrovaz, religioso polacco (n. 1185)
- 1274 - Robert de Sorbon, teologo francese (n. 1201)
- 1279 - Alberto I di Brunswick-Lüneburg, nobile (n. 1236)
- 1285 - Filippo I di Savoia, conte (n. 1207)
- 1293 - Capocchio, alchimista italiano

## XIV secolo(9)
- 1328 - Yesün Temür Khan, imperatore cinese (n. 1293)
- 1333 - Bartolomeo da Bologna, missionario e vescovo cattolico italiano
- 1342 - Pietro II di Sicilia, re (n. 1305)
- 1357 - Carlo I di Monaco, nobile e sovrano monegasco
- 1369 - Filippa di Hainaut, regina (n. 1314)
- 1382 - Kęstutis, sovrano lituano
- 1382 - Rainolfo de Monteruc, cardinale francese (n. 1351)
- 1398 - Adam Easton, cardinale inglese
- 1400 - Galeotto Belfiore Malatesta, condottiero italiano (n. 1377)

## XV secolo(8)
- 1407 - Robert Knolles, cavaliere medievale britannico
- 1450 - Alberto da Sarteano, francescano italiano (n. 1385)
- 1469 - Johann von Mengede (n. 1400)
- 1475 - Gijsbrecht van Brederode, vescovo cattolico tedesco (n. 1416)
- 1489 - Marsilio Torelli, conte italiano
- 1495 - Aimone Taparelli, presbitero italiano (n. 1398)
- 1496 - Isabella d'Aviz (n. 1428)
- 1500 - Antonio da Montefeltro, condottiero italiano (n. 1445)

## XVI secolo(20)
- 1501 - Costantino Lascaris, filologo e umanista bizantino (n. 1434)
- 1501 - Giuliana Puricelli, religiosa italiana (n. 1427)
- 1506 - Alexander Ackermann, compositore fiammingo
- 1507 - Giovanni V di Sassonia-Lauenburg, duca (n. 1439)
- 1511 - Francesco III Crispo, duca (n. 1483)
- 1512 - Imperia Cognati, italiana (n. 1486)
- 1514 - Carlo Domenico del Carretto, cardinale e arcivescovo cattolico italiano (n. 1454)
- 1517 - Ottilia von Katzenelnbogen, nobildonna tedesca
- 1526 - Giulio Manfrone, condottiero italiano
- 1528 - Odet de Foix, generale francese
- 1531 - Girolamo Barbarigo, politico italiano
- 1547 - Pier Maria III de' Rossi, generale italiano (n. 1504)
- 1550 - Giacomo Filippo Sacco, nobile e politico italiano
- 1559 - Luigi Lippomano, vescovo cattolico e diplomatico italiano (n. 1496)
- 1567 - Agnolo Niccolini, cardinale e arcivescovo cattolico italiano (n. 1505)
- 1568 - Bernardino della Croce, vescovo cattolico svizzero (n. 1502)
- 1570 - Cesare Piovene, militare italiano (n. 1533)
- 1579 - Gerasimo di Cefalonia, monaco cristiano e santo greco (n. 1506)
- 1580 - Vincenzo Borghini, filologo, religioso e scrittore italiano (n. 1515)
- 1592 - Pierantonio Bandini, banchiere, mercante e nobile italiano (n. 1524)

## XVII secolo(12)
- 1606 - Fabio Albergati, giurista italiano (n. 1538)
- 1608 - Marfisa d'Este, nobile italiana
- 1619 - Martino Mira, vescovo cattolico italiano (n. 1562)
- 1621 - John Barclay, scrittore e poeta scozzese (n. 1582)
- 1621 - Claudio I Gonzaga, nobile italiano (n. 1578)
- 1629 - Bartolomeo Cesi, pittore italiano (n. 1556)
- 1643 - Hans Jordaens III, pittore e disegnatore fiammingo
- 1649 - Dorotea di Brunswick-Lüneburg, principessa (n. 1570)
- 1666 - Johann Adam Schall von Bell, gesuita tedesco (n. 1591)
- 1667 - Albertino Barisoni, vescovo cattolico e letterato italiano (n. 1587)
- 1675 - Matteo IV di Alessandria, vescovo cristiano orientale egiziano
- 1675 - Pietro Ricchi, pittore italiano (n. 1606)

## XVIII secolo(22)
- 1706 - Raffaele Maria Filamondo, vescovo cattolico e bibliotecario italiano (n. 1649)
- 1714 - Constantin Brâncoveanu, principe
- 1714 - Anna Mons, tedesca (n. 1672)
- 1725 - Gerard Noodt, giurista olandese (n. 1647)
- 1728 - Marin Marais, gambista e compositore francese (n. 1656)
- 1729 - Benjamin Neukirch, letterato, poeta e avvocato tedesco (n. 1665)
- 1735 - Annibale Maffei, generale e diplomatico italiano (n. 1666)
- 1744 - Antonio Vegni, vescovo cattolico italiano (n. 1686)
- 1746 - Giuseppe Maria Gonzaga, nobiluomo italiano (n. 1690)
- 1757 - Filippo Rosa Morando, letterato, drammaturgo e poeta italiano (n. 1732)
- 1758 - Pierre Bouguer, matematico, geofisico e geodeta francese (n. 1698)
- 1758 - Giovanni Battista Marchetti, architetto italiano (n. 1686)
- 1762 - Nicolas-René Berryer, politico, magistrato e nobile francese (n. 1703)
- 1767 - Federico Michele di Zweibrücken-Birkenfeld, nobile e generale tedesco (n. 1724)
- 1768 - Niccolò Piccinni, giurista e poeta italiano (n. 1704)
- 1774 - Serafino Brancone, arcivescovo cattolico italiano (n. 1710)
- 1794 - Francesco Mattei, patriarca cattolico e nobile italiano (n. 1709)
- 1798 - Felice Alessandri, compositore italiano (n. 1747)
- 1798 - Edward Waring, matematico inglese (n. 1736)
- 1799 - Barthélemy Catherine Joubert, generale francese (n. 1769)
- 1799 - Giuseppe Parini, poeta e abate italiano (n. 1729)
- 1799 - Francesco Pio Santi, vescovo cattolico italiano (n. 1740)

## XIX secolo(56)
- 1802 - Carlo Bianconi, pittore, scultore e architetto italiano (n. 1732)
- 1813 - Aleksej Petrovič Melissino, generale e nobile russo (n. 1759)
- 1815 - Richard Bassett, politico e avvocato statunitense (n. 1745)
- 1815 - Eugène Louis Melchior Patrin, naturalista e mineralogista francese (n. 1742)
- 1817 - Mattia Butturini, letterato, latinista e grecista italiano (n. 1752)
- 1817 - Peter Early, politico statunitense (n. 1773)
- 1819 - Cornelius Hermann von Ayrenhoff, drammaturgo austriaco (n. 1733)
- 1820 - Ludovico di Breme, scrittore e saggista italiano (n. 1780)
- 1822 - Domenico Buttaoni, vescovo cattolico italiano (n. 1757)
- 1824 - Carl Arnold Kortum, scrittore tedesco (n. 1745)
- 1825 - Anthony Boldewijn Gijsbert van Dedem van den Gelder, generale olandese (n. 1774)
- 1826 - Vittorio Della Chiesa di Cinzano e di Roddi, generale italiano (n. 1748)
- 1843 - Władysław Grzegorz Branicki, generale polacco (n. 1783)
- 1843 - Giuseppe Poerio, politico e patriota italiano (n. 1775)
- 1848 - Pëtr Fëdorovič Sokolov, pittore russo (n. 1787)
- 1851 - Giovanni Inghirami, presbitero e astronomo italiano (n. 1779)
- 1852 - Johan Gadolin, chimico, mineralogista e geologo finlandese (n. 1760)
- 1853 - Giovanni Battista Polledro, violinista e compositore italiano (n. 1781)
- 1855 - Edward Seymour, XI duca di Somerset, nobile britannico (n. 1775)
- 1857 - Johann Friedrich Naumann, ornitologo e incisore tedesco (n. 1780)
- 1860 - Giuseppe Maria Bravi, vescovo cattolico italiano (n. 1813)
- 1860 - Giuliana di Sassonia-Coburgo-Gotha, principessa (n. 1781)
- 1861 - Adolphe Dumas, poeta, scrittore e drammaturgo francese (n. 1805)
- 1864 - José Ignacio de Sanjinés, poeta e giurista boliviano (n. 1786)
- 1865 - Michail Larionovič Michajlov, poeta, scrittore e traduttore russo (n. 1829)
- 1865 - Louw Wepener, militare sudafricano (n. 1812)
- 1866 - Giuseppe Trombone de Mier, militare italiano (n. 1822)
- 1870 - Achille Gonzaga, nobile italiano (n. 1822)
- 1870 - Georg Wilhelm Issel, pittore tedesco (n. 1785)
- 1872 - Joseph Anton Clemenz, avvocato, giudice e politico svizzero (n. 1810)
- 1873 - Horatio Bolton, compositore di scacchi britannico (n. 1793)
- 1874 - Domenico De Biasio, pittore italiano (n. 1821)
- 1875 - Ange Paulin Terver, zoologo francese (n. 1798)
- 1876 - John Frederick Lewis, pittore inglese (n. 1805)
- 1877 - Luigi Asioli, pittore italiano (n. 1817)
- 1877 - John Peter Gassiot, imprenditore britannico (n. 1797)
- 1877 - Celso Marzucchi, giurista e politico italiano (n. 1800)
- 1880 - Sara Bonetta Forbes, nobile nigeriana (n. 1843)
- 1880 - Adelaide Neilson, attrice teatrale inglese (n. 1847)
- 1880 - Emidio Pacifici Mazzoni, giurista italiano (n. 1834)
- 1881 - Alexandru G. Golescu, politico rumeno (n. 1819)
- 1883 - Giacomo Marulli, commediografo italiano (n. 1822)
- 1884 - Julius Friedrich Cohnheim, patologo tedesco (n. 1839)
- 1885 - Giacomo Marchini, poeta e patriota italiano (n. 1822)
- 1886 - Evgenij Grigor'evič Gagarin, politico russo (n. 1811)
- 1887 - Caterina Percoto, scrittrice e poetessa italiana (n. 1812)
- 1887 - Louis-Gaston de Sonis, generale francese (n. 1825)
- 1891 - Marie Léonide Charvin, attrice teatrale francese (n. 1832)
- 1891 - Giovanni Battista Maneschi, vescovo cattolico italiano (n. 1813)
- 1891 - Pietro Rosa, politico, archeologo e topografo italiano (n. 1810)
- 1893 - Karl Müller, pittore tedesco (n. 1818)
- 1895 - Antonio Carra, artigiano e anarchico italiano (n. 1824)
- 1896 - Baptist Bernhard von Minnigerode, alpinista, scrittore e matematico tedesco (n. 1837)
- 1897 - Giacomo Giuseppe Costa, magistrato e politico italiano (n. 1833)
- 1897 - Regina Dal Cin, italiana (n. 1819)
- 1900 - John Anderson, zoologo britannico (n. 1833)

## XX secolo(252)
- 1901 - Karl Weinhold, linguista, germanista e medievista tedesco (n. 1823)
- 1902 - Heinrich Schwaiger, alpinista, imprenditore e scrittore tedesco
- 1904 - Frans de Potter, scrittore belga (n. 1834)
- 1905 - Arthur Savage, calciatore inglese (n. 1850)
- 1907 - Louis-Jules Bouchot, architetto francese (n. 1817)
- 1907 - Sarah Jane Woodson Early, docente, scrittrice e oratrice statunitense (n. 1825)
- 1907 - Joseph Joachim, violinista, direttore d'orchestra e compositore ungherese (n. 1831)
- 1908 - Willy Sulzbacher, schermidore tedesco (n. 1876)
- 1908 - Louis Sussmann-Hellborn, pittore e scultore tedesco (n. 1828)
- 1908 - Jean-Emmanuel Van den Bussche, pittore belga (n. 1837)
- 1909 - Laura Theresa Alma-Tadema, pittrice britannica (n. 1852)
- 1909 - Isidore Bakanja, beato della Repubblica Democratica del Congo
- 1909 - Euclides da Cunha, scrittore brasiliano (n. 1866)
- 1910 - Constantin Fahlberg, chimico tedesco (n. 1850)
- 1911 - Giuseppe Borgnini, politico italiano (n. 1824)
- 1911 - Julian Hall, generale britannico (n. 1837)
- 1911 - Albert Ladenburg, chimico tedesco (n. 1842)
- 1912 - Humphrey Owen Jones, alpinista e chimico inglese (n. 1878)
- 1912 - Pio Alberto del Corona, arcivescovo cattolico italiano (n. 1837)
- 1914 - Franz Georg von Glasenapp, generale tedesco (n. 1857)
- 1915 - Emilio Covelli, anarchico italiano (n. 1846)
- 1915 - Rudolf Watzl, lottatore austriaco (n. 1882)
- 1917 - Gustav Körte, archeologo tedesco (n. 1852)
- 1917 - Frédéric Henry Micheler, generale francese (n. 1852)
- 1918 - Giuseppe Guarnieri, medico italiano (n. 1857)
- 1918 - Peter Gast, compositore tedesco (n. 1854)
- 1920 - Christina Alčevskaja, scrittrice e insegnante ucraina (n. 1841)
- 1921 - Alfredo Caselli, mecenate italiano (n. 1865)
- 1921 - Tomás Morales Castellano, poeta spagnolo (n. 1884)
- 1922 - Pierre Boutroux, matematico e storico della scienza francese (n. 1880)
- 1922 - Vito Donato Epifani, patriota, giurista e scrittore italiano (n. 1848)
- 1924 - Francis Knollys, I visconte Knollys, ufficiale inglese (n. 1837)
- 1926 - John Hall-Edwards, medico britannico (n. 1858)
- 1926 - David Roldán Lara, santo messicano (n. 1902)
- 1927 - Bertram Boltwood, chimico statunitense (n. 1870)
- 1927 - B. B. Comer, imprenditore e politico statunitense (n. 1848)
- 1927 - Elbert H. Gary, avvocato statunitense (n. 1846)
- 1928 - Anatole von Hügel, antropologo e scrittore austriaco (n. 1854)
- 1928 - Guido Novak von Arienti, generale austriaco (n. 1859)
- 1928 - Mildred Lewis Rutherford, storica statunitense (n. 1851)
- 1930 - Florian Cajori, matematico e storico della scienza svizzero (n. 1859)
- 1930 - Giuseppe Morello, mafioso italiano (n. 1867)
- 1931 - Aldo Canepa, compositore e direttore d'orchestra italiano (n. 1892)
- 1934 - Guy Moll, pilota automobilistico francese (n. 1910)
- 1934 - Leo O'Connell, calciatore statunitense (n. 1883)
- 1935 - Lucienne Bréval, soprano svizzero (n. 1869)
- 1935 - Wiley Post, aviatore statunitense (n. 1898)
- 1935 - Stanisława Przybyszewska, drammaturga polacca (n. 1901)
- 1935 - Will Rogers, attore, comico e giornalista statunitense (n. 1879)
- 1935 - Paul Signac, pittore francese (n. 1863)
- 1936 - Giuseppe Amorós Hernández, religioso spagnolo (n. 1913)
- 1936 - Giuseppe Maria Badía Mateu, religioso spagnolo (n. 1912)
- 1936 - Giovanni Baixeras Berenguer, religioso spagnolo (n. 1913)
- 1936 - Giuseppe Maria Blasco Juan, religioso spagnolo (n. 1912)
- 1936 - Raffaele Briega Morales, religioso spagnolo (n. 1912)
- 1936 - Francesco Castán Meseguer, religioso spagnolo (n. 1911)
- 1936 - Grazia Deledda, scrittrice italiana (n. 1871)
- 1936 - Luigi Escalé Binefa, religioso spagnolo (n. 1912)
- 1936 - Giuseppe Figuero Beltrán, religioso spagnolo (n. 1911)
- 1936 - Raimondo Illa Salvia, religioso spagnolo (n. 1912)
- 1936 - Luigi Lladó Teixidor, religioso spagnolo (n. 1912)
- 1936 - Henry Lytton, attore e cantante britannico (n. 1865)
- 1936 - Emanuele Martínez Jarauta, religioso spagnolo (n. 1912)
- 1936 - Luigi Masferrer Vila, religioso spagnolo (n. 1912)
- 1936 - Michele Masip González, religioso spagnolo (n. 1913)
- 1936 - John B. O'Brien, attore e regista statunitense (n. 1884)
- 1936 - Sebastiano Riera Coromina, religioso spagnolo (n. 1913)
- 1936 - Edoardo Ripoll Diego, religioso spagnolo (n. 1912)
- 1936 - Giuseppe Ros Florensa, religioso spagnolo (n. 1914)
- 1936 - Francesco Roura Farró, religioso spagnolo (n. 1913)
- 1936 - Maria Sagrario di San Luigi Gonzaga, beata spagnola (n. 1881)
- 1936 - Alfonso Sorribes Teixidó, religioso spagnolo (n. 1912)
- 1936 - Giulio Tommasi, arcivescovo cattolico italiano (n. 1855)
- 1936 - Agostino Viela Ezcurdia, religioso spagnolo (n. 1914)
- 1937 - Roberto Ferrari, ginnasta italiano (n. 1889)
- 1937 - Carl August Kronlund, giocatore di curling svedese (n. 1865)
- 1937 - Orin Upshaw, tiratore di fune statunitense (n. 1874)
- 1937 - Giovanni Valentini, militare italiano (n. 1906)
- 1938 - Nicola Romeo, ingegnere e imprenditore italiano (n. 1876)
- 1939 - Federico Gamboa, politico, scrittore e diplomatico messicano (n. 1864)
- 1940 - Filiberto Dalmazzo, dirigente sportivo italiano (n. 1887)
- 1941 - Annie Vernay, attrice francese (n. 1921)
- 1942 - Quintilio Perini, numismatico e storico italiano (n. 1865)
- 1943 - Genuzio Bentini, avvocato e politico italiano (n. 1874)
- 1944 - Wolf-Heinrich von Helldorf, generale e poliziotto tedesco (n. 1896)
- 1944 - Ștefania Mărăcineanu, fisica rumena (n. 1882)
- 1945 - Korechika Anami, generale giapponese (n. 1887)
- 1945 - Kenji Hatanaka, militare giapponese (n. 1912)
- 1945 - Thomas Sylvester Taylor, calciatore canadese (n. 1880)
- 1945 - Matome Ugaki, ammiraglio giapponese (n. 1890)
- 1947 - Nils Andersson, calciatore svedese (n. 1887)
- 1947 - Claudio Granzotto, francescano e scultore italiano (n. 1900)
- 1949 - Vida Goldstein, attivista australiana (n. 1869)
- 1949 - Giacomo Medici Del Vascello, nobile, politico e ingegnere italiano (n. 1883)
- 1950 - Carlo Del Lungo, fisico italiano (n. 1867)
- 1950 - George Paynter, generale inglese (n. 1880)
- 1950 - Jerzy Potulicki-Skórzewski, militare e bobbista polacco (n. 1894)
- 1950 - Alice Louise Shepard, statunitense (n. 1874)
- 1951 - Adolfo Coppedè, architetto italiano (n. 1871)
- 1951 - Sante Geminiani, pilota motociclistico italiano (n. 1919)
- 1951 - Gianni Leoni, pilota motociclistico italiano (n. 1915)
- 1951 - Vito Luciani, politico italiano (n. 1859)
- 1951 - Artur Schnabel, pianista e compositore austriaco (n. 1882)
- 1952 - Armida Barelli, educatrice italiana (n. 1882)
- 1952 - Dora Diamant, insegnante e attrice polacca (n. 1898)
- 1953 - Gaetano Chiarini, politico italiano (n. 1898)
- 1953 - André Corap, generale francese (n. 1878)
- 1953 - Ludwig Prandtl, ingegnere e fisico tedesco (n. 1875)
- 1953 - Thomas Arthur Rickard, ingegnere, giornalista e saggista britannico (n. 1864)
- 1955 - Charles A. Templeton, politico statunitense (n. 1871)
- 1958 - Big Bill Broonzy, compositore e chitarrista statunitense (n. 1893)
- 1958 - Charles Pasche, calciatore svizzero (n. 1905)
- 1959 - Pavel Golia, poeta e drammaturgo sloveno (n. 1887)
- 1959 - Jules Marcadet, dirigente sportivo francese (n. 1866)
- 1960 - Almighty Voice, giocatore di lacrosse canadese (n. 1873)
- 1961 - Anne Sewell Young, astronoma e docente statunitense (n. 1871)
- 1961 - Alfrēds Lazdiņš, calciatore lettone (n. 1900)
- 1961 - Otto Ruge, generale norvegese (n. 1882)
- 1962 - Dan Bain, hockeista su ghiaccio canadese (n. 1874)
- 1962 - William King Hale, assassino, politico e criminale statunitense (n. 1874)
- 1962 - Bob McIntyre, pilota motociclistico britannico (n. 1928)
- 1963 - Vsevolod Vjačeslavovič Ivanov, scrittore e giornalista russo (n. 1895)
- 1964 - Edward Alexander, attore statunitense (n. 1886)
- 1964 - Lucio Bini, neurologo e psichiatra italiano (n. 1908)
- 1964 - Dr. Atl, pittore e scrittore messicano (n. 1875)
- 1964 - Eino Kettunen, compositore e paroliere finlandese (n. 1894)
- 1964 - Giuseppe Podestà, direttore d'orchestra italiano (n. 1886)
- 1965 - Maurice Letchford, lottatore canadese (n. 1908)
- 1965 - Karl Pink, numismatico austriaco (n. 1884)
- 1966 - Bruno Calatroni, politico e partigiano italiano (n. 1905)
- 1966 - Jan Kiepura, tenore e attore polacco (n. 1902)
- 1966 - Jean Levie, presbitero e teologo belga (n. 1885)
- 1966 - Seena Owen, attrice e sceneggiatrice statunitense (n. 1894)
- 1966 - Gerhart Pohl, scrittore tedesco (n. 1902)
- 1967 - Sidney Cottle, aviatore sudafricano (n. 1892)
- 1967 - Henry Furst, giornalista, scrittore e traduttore statunitense (n. 1893)
- 1967 - George Lloyd, attore statunitense (n. 1892)
- 1967 - René Magritte, pittore belga (n. 1898)
- 1967 - Manuel Prado Ugarteche, politico e banchiere peruviano (n. 1889)
- 1968 - Wilhelm Behrens, generale tedesco (n. 1888)
- 1969 - Raffaele De Vico, architetto italiano (n. 1881)
- 1969 - Gorham Munson, critico letterario statunitense (n. 1896)
- 1969 - Stijn Streuvels, scrittore belga (n. 1871)
- 1970 - Archimede Mischi, generale italiano (n. 1885)
- 1970 - Georg Svensson, pallanuotista svedese (n. 1908)
- 1970 - Duane Thompson, attrice statunitense (n. 1903)
- 1970 - Angelo Zambarbieri, vescovo cattolico italiano (n. 1913)
- 1971 - Paul Lukas, attore ungherese (n. 1894)
- 1971 - Walther von Wartburg, linguista, filologo e lessicografo svizzero (n. 1888)
- 1972 - Giuseppe Pipin Ferrari, pittore, scrittore e giornalista italiano (n. 1904)
- 1972 - Armando Fragna, musicista e compositore italiano (n. 1898)
- 1972 - Marian Kukiel, storico e generale polacco (n. 1885)
- 1972 - Gaddo Treves, psichiatra e attore italiano (n. 1916)
- 1973 - Edoardo D'Onofrio, politico italiano (n. 1901)
- 1973 - Nagi Daifullah, sindacalista statunitense (n. 1949)
- 1973 - Eduardo Rodríguez Larreta, avvocato, giornalista e politico uruguaiano (n. 1888)
- 1973 - Edgar Ludlow-Hewitt, generale inglese (n. 1886)
- 1973 - Edward Turner, designer britannico (n. 1901)
- 1974 - Otto Braun, politico, scrittore e militare tedesco (n. 1900)
- 1974 - Edmund Cobb, attore statunitense (n. 1892)
- 1974 - Clay Shaw, imprenditore, agente segreto e militare statunitense (n. 1913)
- 1974 - Magda Sonja, attrice austriaca (n. 1886)
- 1974 - Jacques Yonnet, scrittore e poeta francese (n. 1915)
- 1975 - Eridio Bonardi, calciatore italiano (n. 1903)
- 1975 - Sheikh Mujibur Rahman, politico bangladese (n. 1920)
- 1975 - Joseph Tommasi, politico statunitense (n. 1951)
- 1976 - József Urik, calciatore ungherese (n. 1897)
- 1977 - Raymond A. Palmer, curatore editoriale e scrittore di fantascienza statunitense (n. 1910)
- 1977 - Luigi Pavanati, scultore italiano (n. 1915)
- 1977 - Cliff Wells, allenatore di pallacanestro e dirigente sportivo statunitense (n. 1896)
- 1978 - Viggo Brun, matematico norvegese (n. 1885)
- 1978 - Leo Lemešić, calciatore, allenatore di calcio e arbitro di calcio jugoslavo (n. 1908)
- 1978 - Mike Novak, cestista statunitense (n. 1915)
- 1978 - Ivan Vladimirovič Tjulenev, generale sovietico (n. 1892)
- 1978 - Fulco di Verdura, artista e nobile italiano (n. 1898)
- 1979 - Paul Bouque, missionario e vescovo cattolico francese (n. 1896)
- 1979 - Louis Eelen, ciclista su strada belga (n. 1904)
- 1979 - Pierre Ganne, presbitero, teologo e filosofo francese (n. 1904)
- 1980 - Giovanni Astegiano, biatleta italiano (n. 1940)
- 1980 - Luigi Casaril, presbitero italiano (n. 1883)
- 1980 - Saeed Mehdiyoun, generale iraniano (n. 1928)
- 1980 - William Hood Simpson, generale statunitense (n. 1888)
- 1981 - Carlo Buscaglia, calciatore italiano (n. 1909)
- 1981 - Carlo Gero di Urach, principe tedesco (n. 1899)
- 1981 - Mattia Cerruti, calciatore italiano (n. 1899)
- 1981 - Augusto Galli, direttore del doppiaggio, dialoghista e attore italiano (n. 1903)
- 1981 - Alfred Hamilton Barr Jr., storico dell'arte statunitense (n. 1902)
- 1981 - Alfredo Marchionneschi, calciatore italiano (n. 1907)
- 1981 - Roberto Mazzetti, pedagogista italiano (n. 1908)
- 1981 - John H. Reese, scrittore statunitense (n. 1910)
- 1982 - Giuseppe Cassia, paroliere, compositore e produttore discografico italiano (n. 1920)
- 1982 - Maurice Gallay, calciatore francese (n. 1902)
- 1982 - Hubert Lanz, generale tedesco (n. 1896)
- 1982 - Norm Malloy, hockeista su ghiaccio canadese (n. 1905)
- 1982 - Jock Taylor, pilota motociclistico britannico (n. 1954)
- 1982 - Axel Hugo Theodor Theorell, biochimico svedese (n. 1903)
- 1983 - Antonio Ambrosini, giurista italiano (n. 1888)
- 1983 - Miquel Crusafont i Pairó, paleontologo spagnolo (n. 1910)
- 1983 - Marc Porel, attore francese (n. 1949)
- 1983 - Antonia Tejera Reyes, sensitiva spagnola (n. 1908)
- 1983 - Jiří Zástěra, calciatore cecoslovacco (n. 1913)
- 1984 - Norman Petty, pianista e produttore discografico statunitense (n. 1927)
- 1984 - Marcello Zanfagna, politico italiano (n. 1922)
- 1986 - Cesare Bensi, politico italiano (n. 1922)
- 1986 - Ivan Vladimirovič Lukinskij, regista cinematografico sovietico (n. 1906)
- 1987 - Konstantin Aleksandrov, velista sovietico (n. 1920)
- 1987 - Francesco De Bosio, politico italiano (n. 1895)
- 1987 - Benny Michaux, allenatore di calcio e calciatore lussemburghese (n. 1921)
- 1987 - Ubaldo Ragona, regista e sceneggiatore italiano (n. 1916)
- 1987 - Louis Scutenaire, scrittore e poeta belga (n. 1905)
- 1988 - Aladár Heppes, militare e aviatore ungherese (n. 1904)
- 1988 - Giuliano Pajetta, politico, antifascista e partigiano italiano (n. 1915)
- 1989 - Minoru Genda, aviatore e generale giapponese (n. 1904)
- 1989 - Anton Richter, sollevatore austriaco (n. 1911)
- 1989 - Annibale Silvani, calciatore italiano (n. 1904)
- 1990 - Viktor Coj, cantante, chitarrista e attore sovietico (n. 1962)
- 1990 - Józef Pachla, allenatore di pallacanestro polacco (n. 1915)
- 1990 - Domenico Porzio, giornalista, critico letterario e critico d'arte italiano (n. 1921)
- 1990 - Louis Vola, musicista e contrabbassista francese (n. 1902)
- 1991 - Eduardo Herrera Bueno, calciatore spagnolo (n. 1914)
- 1992 - Giorgio Dal Monte, calciatore italiano (n. 1931)
- 1992 - Linda Laubenstein, medico e oncologo statunitense (n. 1947)
- 1992 - Giorgio Perlasca, italiano (n. 1910)
- 1993 - Hans Nordahl, calciatore norvegese (n. 1918)
- 1993 - Eugenio Travaini, medico e scrittore italiano (n. 1930)
- 1994 - Paul Anderson, sollevatore, strongman e powerlifter statunitense (n. 1932)
- 1994 - John Bonica, medico e wrestler statunitense (n. 1917)
- 1994 - Kailash Sankhala, biologo e ambientalista indiano (n. 1925)
- 1994 - Wout Wagtmans, ciclista su strada e pistard olandese (n. 1929)
- 1995 - Michael Hess, avvocato statunitense (n. 1952)
- 1995 - Emilio Zanoni, politico italiano (n. 1914)
- 1996 - Svatopluk Schäfer, calciatore cecoslovacco (n. 1921)
- 1996 - Joe Seneca, attore e compositore statunitense (n. 1919)
- 1996 - Max Thurian, monaco cristiano svizzero (n. 1921)
- 1997 - Lawrence Morgan, cavaliere australiano (n. 1915)
- 1997 - Oreste Menighetti, calciatore italiano (n. 1916)
- 1997 - Salvatore Stornello, politico italiano (n. 1924)
- 1998 - Alfonso Ambrosino, politico italiano (n. 1926)
- 1999 - Hugh Casson, architetto, designer e giornalista inglese (n. 1910)
- 1999 - Guglielmo Morandi, regista e sceneggiatore italiano (n. 1913)
- 1999 - Olga Orozco, poetessa, scrittrice e giornalista argentina (n. 1920)
- 1999 - Pierre Ranzoni, calciatore francese (n. 1921)
- 1999 - Blond-Blond, cantante algerino (n. 1919)
- 2000 - Carlo Baccarini, calciatore e allenatore di calcio italiano (n. 1922)
- 2000 - Ulla Barding, schermitrice danese (n. 1912)
- 2000 - Edward Craven Walker, inventore britannico (n. 1918)
- 2000 - James Flynn, schermidore statunitense (n. 1907)
- 2000 - Kurt Leuenberger, calciatore svizzero (n. 1933)
- 2000 - Eduardo Luján Manera, calciatore e allenatore di calcio argentino (n. 1944)
- 2000 - Nicoletta Neri, traduttrice e anglista italiana (n. 1914)
- 2000 - Victor Pace, pallanuotista maltese (n. 1907)
- 2000 - Lancelot Lionel Ware, avvocato e biochimico inglese (n. 1915)

## XXI secolo(114)
- 2001 - Yavuz Çetin, chitarrista e cantante turco (n. 1970)
- 2001 - Kateryna Juščenko, matematica e informatica ucraina (n. 1919)
- 2001 - Peter Mazur, fisico olandese (n. 1922)
- 2001 - Renato Panciera, velocista italiano (n. 1935)
- 2001 - Otto Stuppacher, pilota automobilistico austriaco (n. 1947)
- 2002 - Renato Ballarin, politico italiano (n. 1919)
- 2002 - Alberto Bertuccelli, calciatore italiano (n. 1924)
- 2002 - Paolo Foglia, italiano (n. 1967)
- 2002 - Jean Stengers, storico belga (n. 1922)
- 2003 - Janny Brandes-Brilleslijper, olandese (n. 1916)
- 2003 - Giannino Piccolroaz, ciclista su strada italiano (n. 1915)
- 2004 - Sune Bergström, biochimico svedese (n. 1916)
- 2004 - Marian Kozłowski, dirigente sportivo e giornalista polacco (n. 1927)
- 2004 - Armando Lambruschini, ammiraglio argentino (n. 1924)
- 2004 - Kirk McCarthy, pilota motociclistico australiano (n. 1960)
- 2004 - Paul Ngei, politico keniota (n. 1923)
- 2004 - Atefeh Sahaaleh, iraniana (n. 1987)
- 2005 - Laura Carli, attrice e doppiatrice italiana (n. 1906)
- 2005 - Girolamo Rallo, politico italiano (n. 1921)
- 2006 - Rudi Stern, artista e gallerista statunitense (n. 1936)
- 2006 - Te Atairangikaahu, regina neozelandese (n. 1931)
- 2006 - Faas Wilkes, calciatore olandese (n. 1923)
- 2007 - Richard Bradshaw, direttore d'orchestra britannico (n. 1944)
- 2007 - Renato Caserta, giornalista e scrittore italiano (n. 1919)
- 2007 - Grigorij Grigor'evič Nikulin, regista sovietico (n. 1922)
- 2008 - Emilio Gagliardo, matematico italiano (n. 1930)
- 2008 - Carlos Meglia, fumettista e illustratore argentino (n. 1957)
- 2008 - Vic Toweel, pugile sudafricano (n. 1928)
- 2008 - Jerry Wexler, giornalista e produttore discografico statunitense (n. 1917)
- 2009 - Virginia Davis, attrice statunitense (n. 1918)
- 2009 - Mauro Mingardi, regista cinematografico italiano (n. 1939)
- 2009 - Sergio Persia, calciatore italiano (n. 1921)
- 2009 - André Prokovsky, ballerino, coreografo e direttore teatrale francese (n. 1939)
- 2010 - Laura D'Angelo, attrice e coreografa italiana (n. 1956)
- 2010 - John Green, allenatore di calcio e calciatore inglese (n. 1939)
- 2010 - Oleksandr Prosvirnin, combinatista nordico sovietico (n. 1964)
- 2010 - Ghāzī ʿAbd al-Raḥmān al-Quṣaybī, politico, diplomatico e scrittore saudita (n. 1940)
- 2011 - Gabriela Ciocan, cestista rumena (n. 1948)
- 2011 - Tom Hindle, calciatore inglese (n. 1921)
- 2011 - Allain Leprest, cantautore francese (n. 1954)
- 2011 - André Ruffet, ciclista su strada francese (n. 1929)
- 2011 - Sif Ruud, attrice svedese (n. 1916)
- 2011 - Rick Rypien, hockeista su ghiaccio canadese (n. 1984)
- 2011 - Lia Scutari, cantante e attrice italiana (n. 1938)
- 2011 - Joan Baptista Torelló, presbitero, teologo e psichiatra spagnolo (n. 1920)
- 2012 - Beyruth, calciatore brasiliano (n. 1941)
- 2012 - Bob Birch, bassista statunitense (n. 1956)
- 2012 - Altamiro Carrilho, direttore d'orchestra, compositore e flautista brasiliano (n. 1924)
- 2012 - Biff Elliot, attore statunitense (n. 1923)
- 2012 - Alessandro Giordano, politico italiano (n. 1926)
- 2012 - Harry Harrison, scrittore, glottoteta e esperantista statunitense (n. 1925)
- 2012 - Matthew Iannello, mafioso statunitense (n. 1920)
- 2012 - Giacomo Slemer, informatico italiano (n. 1987)
- 2012 - Heinz Wittig, pallanuotista tedesco orientale (n. 1938)
- 2013 - Lisa Robin Kelly, attrice statunitense (n. 1970)
- 2013 - Rosalía Mera, imprenditrice spagnola (n. 1944)
- 2013 - Sławomir Mrożek, drammaturgo e scrittore polacco (n. 1930)
- 2013 - August Schellenberg, attore canadese (n. 1936)
- 2013 - Marich Man Singh Shrestha, politico nepalese (n. 1942)
- 2013 - Jacques Vergès, avvocato e attivista francese (n. 1925)
- 2014 - Licia Albanese, soprano italiano (n. 1909)
- 2014 - Francesco Lacelli, calciatore italiano (n. 1924)
- 2014 - Bruno Petroni, calciatore italiano (n. 1941)
- 2014 - Ferdinando Riva, allenatore di calcio e calciatore svizzero (n. 1930)
- 2015 - Emilio Bianchi, militare italiano (n. 1912)
- 2015 - Dieter Burmester, ingegnere, imprenditore e musicista tedesco (n. 1946)
- 2015 - Rafael Chirbes, scrittore e critico letterario spagnolo (n. 1949)
- 2016 - Dalian Atkinson, calciatore inglese (n. 1968)
- 2016 - Aimone Canape, partigiano italiano (n. 1922)
- 2016 - Stefan Henze, canoista tedesco (n. 1981)
- 2016 - Akane Hotaru, attrice, blogger e attrice pornografica giapponese (n. 1983)
- 2016 - Bobby Hutcherson, vibrafonista statunitense (n. 1941)
- 2016 - Giulio Rosati, neurologo, epidemiologo e rugbista a 15 italiano (n. 1943)
- 2016 - Mario Signorino, giornalista e politico italiano (n. 1938)
- 2017 - Abdirahman Jama Barre, politico somalo (n. 1937)
- 2017 - Vern Ehlers, politico statunitense (n. 1934)
- 2017 - Eberhard Jäckel, storico tedesco (n. 1929)
- 2017 - Mark Merlis, scrittore statunitense (n. 1950)
- 2018 - Rita Borsellino, attivista e politica italiana (n. 1945)
- 2018 - Edmond Haan, calciatore francese (n. 1924)
- 2018 - Vivian Matalon, regista britannico (n. 1929)
- 2018 - Momoko Sakura, fumettista giapponese (n. 1965)
- 2018 - Marisa Porcel, attrice spagnola (n. 1943)
- 2018 - Danilo Zolo, giurista italiano (n. 1936)
- 2019 - Bruce Deans, rugbista a 15 neozelandese (n. 1960)
- 2019 - Luigi Lunari, drammaturgo, traduttore e saggista italiano (n. 1934)
- 2019 - Gianfranco Nocivelli, imprenditore e dirigente d'azienda italiano (n. 1934)
- 2019 - Antonio Rastrelli, politico italiano (n. 1927)
- 2019 - Alexander Tamir, pianista e compositore lituano (n. 1931)
- 2020 - Yusof Kelana, regista malese (n. 1954)
- 2020 - Basílio Marques, allenatore di calcio e calciatore portoghese (n. 1966)
- 2020 - Chilla Porter, altista e politico australiano (n. 1936)
- 2020 - Robert Trump, dirigente d'azienda statunitense (n. 1948)
- 2021 - Usman Alimov, teologo uzbeko (n. 1950)
- 2021 - Gianfranco D'Angelo, attore, comico e cabarettista italiano (n. 1936)
- 2021 - Paul Mitchell, politico statunitense (n. 1956)
- 2021 - Giuseppe Montalbano, politico italiano (n. 1925)
- 2021 - Gerd Müller, calciatore e dirigente sportivo tedesco (n. 1945)
- 2022 - Pete Carril, cestista e allenatore di pallacanestro statunitense (n. 1930)
- 2022 - Ernesto Giraudo, calciatore italiano (n. 1928)
- 2022 - Tsuneko Sasamoto, fotoreporter e fotografa giapponese (n. 1914)
- 2022 - Zemfira Sulejmanova, attivista e politica russa (n. 1997)
- 2023 - Klaus Bugdahl, ciclista su strada, pistard e dirigente sportivo tedesco (n. 1934)
- 2023 - Bruno Ferrero, calciatore francese (n. 1933)
- 2023 - Léa Garcia, attrice brasiliana (n. 1933)
- 2023 - Vladimir Timošinin, tuffatore russo (n. 1970)
- 2024 - Ivair Ferreira, calciatore brasiliano (n. 1945)
- 2024 - Rowena Jackson, ballerina e direttrice artistica neozelandese (n. 1926)
- 2024 - Imre Komora, calciatore e allenatore di calcio ungherese (n. 1940)
- 2024 - Peter Marshall, attore, cantante e conduttore televisivo statunitense (n. 1926)
- 2024 - Jim McLaughlin, calciatore e allenatore di calcio nordirlandese (n. 1940)
- 2024 - Jack Russell, cantante statunitense (n. 1960)
- 2025 - Greg Iles, scrittore statunitense (n. 1960)
- 2025 - Tristan Rogers, attore e produttore cinematografico statunitense (n. 1946)